# 土湯温泉町
土湯温泉町（つちゆおんせんまち）は、福島県福島市の大字である。郵便番号は960-2157。

## 地理
福島市南西部位置し、単独で土湯温泉町地域を成す。北で町庭坂と、北東で桜本、佐原と、東で荒井と、南東で松川町水原と、南で二本松市塩沢と、西で耶麻郡猪苗代町蚕養、若宮とそれぞれ隣接する。1955年に福島市編入された土湯村域にて構成される。西側にそびえる吾妻山の山中に位置しており、磐梯朝日国立公園に域内の多くが指定され、土湯温泉をはじめとした多くの温泉郷が所在する。上町に所在する福島警察署及び上鳥渡に所在する福島南消防署信夫分署がそれぞれ管轄にあたる。

### 山
- 吾妻山
  - 東吾妻山
  - 一切経山
  - 前大嶺
  - 吾妻小富士
  - 相ノ峰
  - 蓬莱山
- 鬼面山
- 箕輪山

### 河川
- 荒川
  - 塩ノ川
  - 東鴉川
  - 西鴉川

### 湖沼
- 女沼
- 鎌沼
- 桶沼

### 主な字
- 赤坂
- 悪戸尻
- 油畑
- 天沼
- 上ノ町
- 大笹
- 男沼頭
- 猪倉
- 川上
- 上猪坪
- 坂ノ上
- 下ノ町
- 下隠台
- 杉ノ下
- 菅ノ沢
- 下川原
- 堤ケ平
- 堂ノ上
- 栂森
- 西ノ道

- 野地
- 八郎畑
- 日向
- 文治新田
- 万作
- 見附
- 桃木小屋
- 水溜
- 明戸鮒
- 茂田
- 女沼頭
- 横道
- 葭畑
- 休場
- 鷲倉山

## 歴史
- 1889年（明治22年）4月1日 - 町村制の施行により信夫郡土湯村が単独村政により発足。
- 1955年（昭和31年）3月31日 - 土湯村が福島市へ編入され、全域が土湯温泉町として福島市の大字となる。
- 1962年（昭和37年）3月31日 - 福島市立土湯中学校が福島市立西信中学校への統合のため廃校となる。
- 1989年（平成元年）9月 - 国道115号土湯バイパスが部分開通。土湯トンネル等の山岳トンネルにより通年で猪苗代町へ通行できるようになる。
- 2020年（令和2年）3月 - 福島市立土湯小学校が児童数減少により休校を経て廃校となり、福島市立荒井小学校に統合される。

## 世帯数と人口
2022年（令和4年）3月31日現在の世帯数と人口は以下の通りである。
| 大字       | 世帯数  | 人口  |
| ---------- | ------- | ----- |
| 土湯温泉町 | 167世帯 | 289人 |

## 小・中学校の学区
市立小・中学校に通う場合、学区は以下の通りとなる。
| 番地 | 小学校             | 中学校             |
| ---- | ------------------ | ------------------ |
| 全域 | 福島市立荒井小学校 | 福島市立西信中学校 |

## 交通

### 鉄道
域内に鉄道施設は存在しない。

### 道路
- 国道115号土湯バイパス（ 国道459号重用区間）
  - 横道トンネル
  - 東鴉川トンネル
  - 西鴉川トンネル
  - 土湯トンネル
- 福島県道30号本宮土湯温泉線
- 福島県道52号土湯温泉線
- 福島県道70号福島吾妻裏磐梯線（磐梯吾妻スカイライン）

### バス
福島交通路線バス
- （福島駅方面） - 天沼 - 土湯温泉入口 - 土湯見附 - 土湯温泉 - 杉の平
  - 土湯
  - 南東北病院経由土湯

## 施設
- 土湯温泉
- 福島市役所土湯温泉町支所
- 野地温泉
- 新野地温泉
- 鷲倉温泉
- 赤湯温泉
- 幕川温泉
- 福島市浄土平天文台
- 浄土平レストハウス
- 浄土平ビジターセンター